# Lista de prefeitos de Tibau
Esta é a lista de prefeitos de Tibau, município brasileiro do estado do Rio Grande do Norte.
| Nº | Prefeito(a) (Nascimento–Falecimento)                 | Partido | Início de mandato     | Fim de mandato         | Vice-prefeito(a)         | Observações                     |
| -- | ---------------------------------------------------- | ------- | --------------------- | ---------------------- | ------------------------ | ------------------------------- |
| 1  | Sidrônio Freire da Silva (Almino Afonso, 11.07.1958) | PMDB    | 1º de janeiro de 1997 | 31 de dezembro de 2004 | não encontrado           | Prefeito e vice eleitos         |
| 1  | Sidrônio Freire da Silva (Almino Afonso, 11.07.1958) | PMDB    | 1º de janeiro de 1997 | 31 de dezembro de 2004 | não encontrado           | Prefeito reeleito e vice eleito |
| 2  | Francisco Nilo Nolasco (Grossos, 05.04.1956)         | PFL     | 1º de janeiro de 2005 | 31 de dezembro de 2008 | José Francisco da Silva  | Prefeito e vice eleitos         |
| 3  | Francisco de Assis Diniz (Sousa, 14.12.1954)         | PSB     | 1º de janeiro de 2009 | 31 de dezembro de 2012 | Luiz Nazareno de Souza   | Prefeito e vice eleitos         |
| 4  | Josinaldo Marcos Barbosa (Areia Branca, 06.02.1975)  | PSD     | 1º de janeiro de 2013 | 31 de dezembro de 2020 | Carlos Antônio de Souza  | Prefeito e vice eleitos         |
| 4  | Josinaldo Marcos Barbosa (Areia Branca, 06.02.1975)  | PSD     | 1º de janeiro de 2013 | 31 de dezembro de 2020 | Lidiane Marques da Costa | Prefeito reeleito e vice eleita |
| 5  | Lidiane Marques da Costa (Natal, 05.06.1980)         | PSDB    | 1º de janeiro de 2021 | até a atualidade       | Luiz Francisco de Souza  | Prefeita e vice eleitos         |
| 5  | Lidiane Marques da Costa (Natal, 05.06.1980)         | UNIÃO   | 1º de janeiro de 2021 | até a atualidade       | José Haroldo de Souza    | Prefeita reeleita e vice eleito |